# Zen Habits
禅宗的习惯（Zen Habits）是因特网上阅读最多的博客之一，它有24万订阅者, 在美国它在Alexa网站排名为第5706名 ,它的内容涉及到简单、健康与锻炼、励志和激励、节俭、家庭生活、幸福、目标、做完美的事和活在当下的这些话题。
Zen Habits由来自美国关岛现居住于旧金山的Leo Babauta所创编,他是一个博客人，记者和出版作家。他的第一个博文发布于2007年1月9日。 在2009年2月,时代杂志评选Zen Habits为2009年度25最佳博客之一, 在2010年6月,时代杂志评选Zen Habits为2010年度25最佳博客之首。 大约到2010年，Zen Habits多数侧重于效率和规划的话题，但之后Babauta远离了这些话题。在2011年9月6日，"Toss Productivity Out摆脱效率"的博客中，他显然鼓励他的读者侧重简单化的生活而不是做更多的事情。
Babauta还有个侧重简单化的博客叫做 mnmlist.com （页面存档备份，存于）。 他提出了The 100 Things Challenge/100件事物的挑战, 这是一个朝着简单生活方式行之有效的方法。这挑战就是减少个人所用物品到100件或者更少。Babauta随后设为50 Things Challenge50件事物的挑战。
在2007年11月6日，電子書Zen To Done: The Ultimate Simple Productivity System发布。  它是由Zen Habits里受欢迎的一些博文组成。
在2008年1月7日，Zen Habits的博客和Zen to Done電子書开源为公有领域。
在2008年12月30日, Babauta第一本出版书The Power of Less由Hyperion Books出版。第一天它就荣登Amazon最畅销书单 并在Amazon保持着最受欢迎励志书籍之一。

## 相关书籍
- Leo Babauta, 巴伯塔, 段淳淳. . 江苏人民出版社. 2009. ISBN 9787214058614.